# Louis Beckler
Pour les articles homonymes, voir Beckler.
Louis Beckler, né le 16 août 1766 à Soultzmatt (Haut-Rhin), mort le 24 décembre 1806 à Nasielsk (Pologne), est un colonel français de la Révolution et de l’Empire.

## États de service
Il entre en service le 1er mars 1785, comme canonnier au régiment d’artillerie de Toul, et le 23 août 1793, il est nommé sous-lieutenant dans la 2e compagnie de pionniers, puis le 13 décembre 1793, il passe lieutenant dans la 4e compagnie du même corps.
Le 5 mars 1794, il rejoint le 2e bataillon de sapeurs en qualité de capitaine de la 4e compagnie, et il fait les campagnes de cette année-là à l’armée du Nord. Il se distingue particulièrement à la bataille de Fleurus le 28 juin 1794, au succès de laquelle, il contribue par la qualité des retranchements et des redoutes dont il dirige la construction. Tenue en grande estime par le général Lefebvre, ce dernier le prend comme aide de camp le 7 février 1797.
Le 7 février 1799, il prend le commandement d’une compagnie du 23e régiment de cavalerie, et il reçoit son brevet de chef d’escadron le 25 mars 1799. Il est promu chef de brigade le 8 avril 1799, et le 27 mars 1800, il sert dans la 17e division militaire. Il est nommé au commandement du 13e régiment de cavalerie le 6 juillet 1800, et le 28 novembre suivant, il commande le 8e régiment de dragons. Il est fait chevalier de la Légion d’honneur le 11 décembre 1803, et officier de l’ordre le 14 juin 1804.
Le 14 octobre 1806, il fait partie du corps de réserve de cavalerie du maréchal Murat lors de la bataille d’Iéna, et il est tué par un boulet de canon le 24 décembre 1806, au combat de Nasielsk. 

## Sources
- A. Lievyns, Jean Maurice Verdot, Pierre Bégat, Fastes de la Légion-d'honneur, biographie de tous les décorés accompagnée de l'histoire législative et réglementaire de l'ordre, Tome 3, Bureau de l’administration, 1844, 529 p. (lire en ligne), p. 19.
- Danielle Quintin et Bernard Quintin, Dictionnaires des colonels de Napoléon, S.P.M., 2013, 978 p. (ISBN 978-2-296-53887-0, lire en ligne), p. 84
- Étienne Fargeau Choderlos de Laclos et Louis de Chauvigny, Le fils de Laclos : carnets de Marche du Commandant Choderlos de Laclos (An XIV-1814), Fontemoing & cie, Paris, 1912, p. 65.
- Pierre François Tissot, Les fastes de la gloire : ou, les braves recommandés à la Postérité, Tome 1, Paris, librairie Raymond, 1818, p. 456.